# Кадиллак (гора)
Кадиллак (англ. Cadillac Mountain) — гора на острове Маунт-Дезерт, высшая точка округа Хэнкок, а также всех островов и 40-километровой береговой зоны Новой Англии.
До 1918 года гора носила название Грин-Маунтин («Зелёная гора»). Современное название она получила в честь французского путешественника и исследователя, губернатора Новой Франции Антуан Ломе де Ламота де Кадильяка.
Высота горы — 470 м над уровнем моря. В ясную погоду с её вершины можно увидеть Катадин (высочайшая точка Мэна) и побережье Новой Шотландии, расположенные более чем за 150 км. Гора Кадиллак — не самая восточная точка США, но из-за высоты, осенью и зимой на её вершине можно первым увидеть рассвет, что привлекает туристов.
Гора — тектонического и вулканического происхождения, позже выровненная ледником, склоны покрыты хвойным лесом. На вершину Кадиллака проложена автомобильная дорога, которая закрыта в зимнее время.
Расположена на территории национального парка Акадия, единственного в Новой Англии.

## Галерея

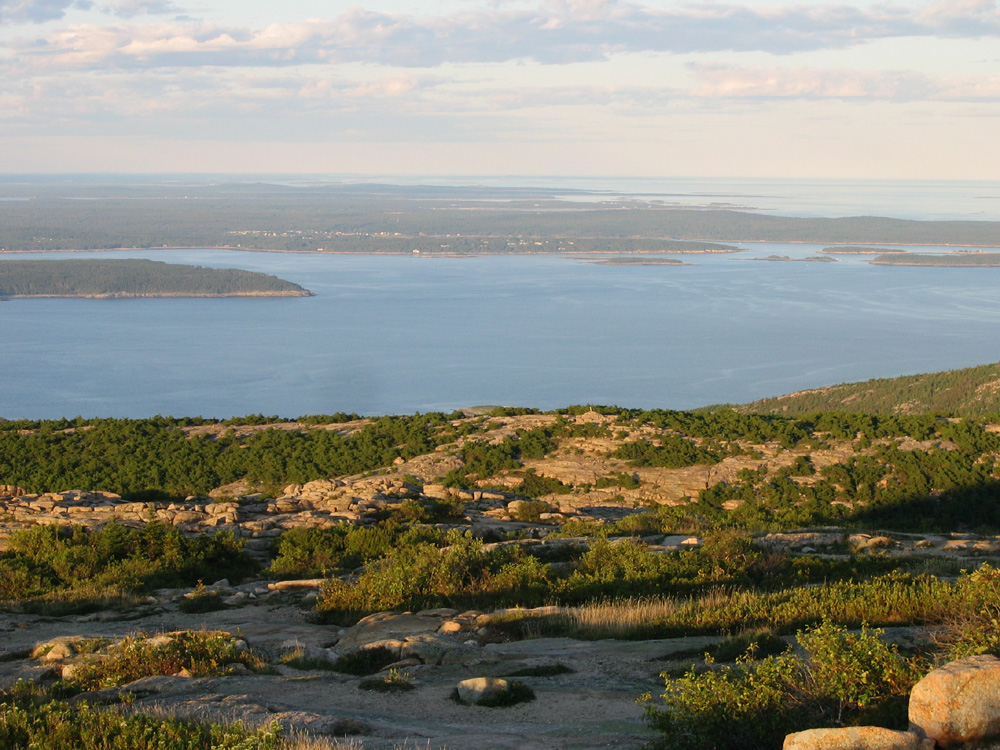
Вид с вершины Кадиллака
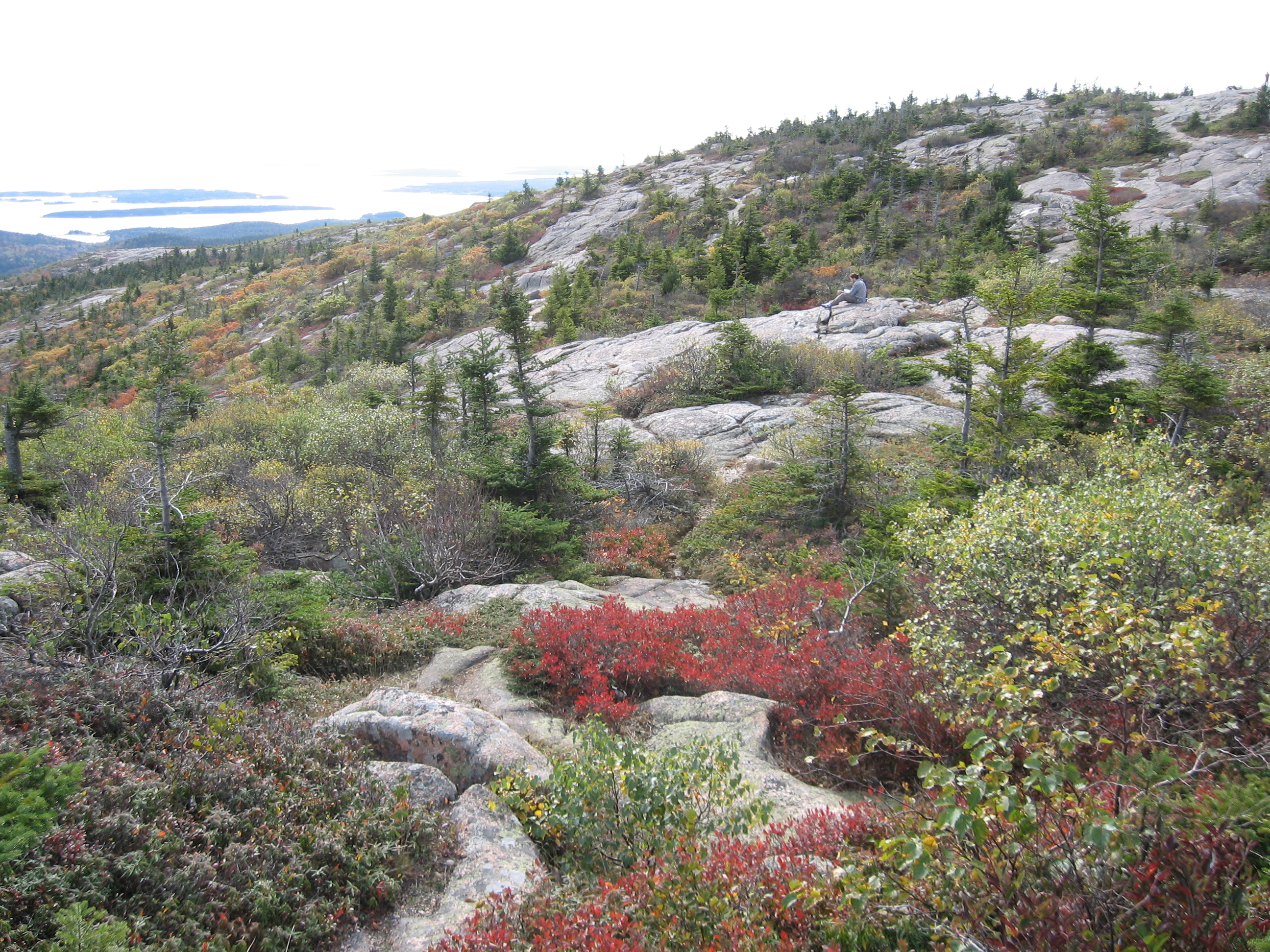
Склоны горы Кадиллак